# Obesotoma laevigata
Obesotoma laevigata is een slakkensoort uit de familie van de Mangeliidae. De wetenschappelijke naam van de soort is voor het eerst geldig gepubliceerd in 1871 door Dall.